# Show No Mercy
Show No Mercy – pierwszy album studyjny amerykańskiej grupy muzycznej Slayer. Został wydany 3 grudnia 1983 roku przez wytwórnię płytową Metal Blade Records. Brian Slagel podpisał umowę z kwartetem po tym, jak zobaczył grupę wykonującą utwór „Phantom of the Opera” zespołu Iron Maiden. Członkowie grupy byli zmuszeni sfinansować koszt produkcji płyty. Tom Araya wykorzystał swoje oszczędności uzyskane z pracy jako terapeuta oddechowy. Reszta pieniędzy została pożyczona od ojca Kerry’ego Kinga.
Podczas promowania materiału grupa intensywnie koncertowała. Muzycy uzyskiwali pomoc od przyjaciół oraz rodziny przy nagłośnieniu oraz oświetleniu sceny. Album, mimo iż był krytykowany za słabą produkcję, stał się najlepiej sprzedającą płytą w dorobku wytwórni Metal Blade Records. Utwory takie jak „Die by the Sword”, „The Antichrist” oraz „Black Magic” są do tej pory regularnie wykonywane przez grupę podczas koncertów.

## Realizacja
Slayer występował jako support dla grupy Bitch w Woodstock Club w Los Angeles. Zespół wykonał osiem utworów, z czego sześć coverów. Podczas wykonywania kompozycji „Phantom of the Opera” (Iron Maiden) grupa została dostrzeżona przez Briana Slagela – byłego dziennikarza muzycznego, który jakiś czas wcześniej założył wytwórnię płytową Metal Blade Records. Slagel spotkał się z członkami zespołu poza sceną i zaproponował im udział w kompilacji Metal Massacre III. Muzycy zgodzili się na współpracę.
Pojawienie się Slayera na kompilacji przyczyniło się do zainteresowania metalowej sceny undergroundowej, co zachęciło Slagela do podpisania umowy z grupą. Płyta Show No Mercy została nagrana w Los Angeles w Kalifornii. Koszt produkcji albumu sfinansował Tom Araya, który wykorzystał swoje zarobki z pracy oddechowego terapeuty. Reszta potrzebnych pieniędzy została pożyczona od ojca gitarzysty Kerry’ego Kinga.
Araya stwierdził, że zespoły takie jak Venom, Judas Priest, Iron Maiden i Mercyful Fate miały duży wpływ na materiał zawarty na płycie.
Gene Hoglan z grupy Dark Angel udzielił się wokalnie w utworze "Evil Has No Boundaries". Podczas nagrywania partii perkusji Slagel życzył sobie, by Dave Lombardo grał bez użycia talerzy perkusyjnych. Powodem tej decyzji był wysoki poziom hałasu. Nie był przekonany, czy będzie w stanie w trakcie procesu produkcji usunąć przeszkadzające dźwięki. Ostatecznie się to jednak powiodło.
Grupa poruszała się w satanistycznej stylistyce zarówno w tekstach utworów jak i w oprawie koncertów aby zyskać rozgłos wśród fanów muzyki metalowej. Na tylnej stronie okładki zawarto liczbę 666. Jeff Hanneman został uwieczniony na zdjęciu trzymając w dłoni odwrócony krzyż podczas grania na gitarze. Parents Music Resource Center zażądał, by Slayer zrezygnował z wydawania albumów. Na albumie znalazły się utwory takie jak „Die by the Sword”, „The Antichrist” oraz „Black Magic”, które są do tej pory często wykonywane przez zespół podczas koncertów.

## Lista utworów
| Nr  | Tytuł utworu                 | Słowa                     | Muzyka                    | Długość |
| --- | ---------------------------- | ------------------------- | ------------------------- | ------- |
| 1.  | „Evil Has No Boundaries”     | Jeff Hanneman, Kerry King | Kerry King                | 3:09    |
| 2.  | „The Antichrist”             | Jeff Hanneman             | Jeff Hanneman, Kerry King | 2:49    |
| 3.  | „Die By the Sword”           | Jeff Hanneman             | Jeff Hanneman             | 3:36    |
| 4.  | „Fight Till Death”           | Jeff Hanneman             | Jeff Hanneman             | 3:37    |
| 5.  | „Metalstorm/Face the Slayer” | Kerry King                | Jeff Hanneman, Kerry King | 4:53    |
| 6.  | „Black Magic”                | Kerry King                | Jeff Hanneman, Kerry King | 4:03    |
| 7.  | „Tormentor”                  | Jeff Hanneman             | Jeff Hanneman             | 3:45    |
| 8.  | „The Final Command”          | Kerry King                | Jeff Hanneman, Kerry King | 2:32    |
| 9.  | „Crionics”                   | Jeff Hanneman, Kerry King | Jeff Hanneman, Kerry King | 3:29    |
| 10. | „Show No Mercy”              | Kerry King                | Kerry King                | 3:06    |
|     |                              |                           |                           | 34:59   |

## Twórcy
- Tom Araya – gitara basowa, śpiew
- Kerry King – gitara
- Jeff Hanneman – gitara
- Dave Lombardo – perkusja